# Amicus curiae
Amicus curiae је латински појам дословце значи „пријатељ суда“. Учесник у парници који је трећа страна, генерално професионалац или професионална организација која није странка у парници. Професионалци у хуманистичким наукама и другим областима социјалног живота користе услуге амикус курије како би заступали своје клијенте.